# Пушкіно (Бікінський район)
Пу́шкіно (рос. Пушкино) — село у складі Бікінського району Хабаровського краю, Росія. Адміністративний центр та єдиний населений пункт Пушкінського сільського поселення.

## Населення
Населення — 472 особи (2010; 637 у 2002).
Національний склад (станом на 2002 рік):
- росіяни — 87 %